# Парламентские выборы в Люксембурге (1974)
Парламентские выборы в Люксембурге прошли 26 мая 1974 года На них на 5-летний срок были избраны 59 членов Палаты депутатов Люксембурга.
В результате выборов Христианско-социальная народная партия получила 18 мест и вновь стала крупнейшей парламентской партией, однако она оказалась в оппозиции из-за создания коалиции Люксембургской социалистической рабочей партии с Демократической партией.

## Результаты
Результаты парламентских выборов в Люксембурге 26 мая 1974
| Партия                               | Партия                                         | Голоса  | %*   | Места | Изменение |
| ------------------------------------ | ---------------------------------------------- | ------- | ---- | ----- | --------- |
|                                      | Христианско-социальная народная партия         | 836 990 | 29,9 | 18    | -3        |
|                                      | Люксембургская социалистическая рабочая партия | 875 881 | 27,0 | 17    | -1        |
|                                      | Демократическая партия                         | 668 043 | 23,3 | 14    | +3        |
|                                      | Социал-демократическая партия                  | 276 495 | 10,1 | 5     | новая     |
|                                      | Коммунистическая партия Люксембурга            | 314 635 | 8,8  | 5     | -1        |
|                                      | Либеральная партия                             | 18 502  | 0,6  | 0     | новая     |
|                                      | Прочие партии                                  | 14 692  | 0,4  | 0     | –         |
| Недействительных/пустых бюллетеней   | Недействительных/пустых бюллетеней             | 10 151  | –    | –     | –         |
| Всего                                | Всего                                          | 185 527 | 100  | 59    | +3        |
| Зарегистрированных избирателей*/Явка | Зарегистрированных избирателей*/Явка           | 205 817 | 90,1 | –     | –         |
| Источник: Nohlen & Stöver            |                                                |         |      |       |           |

* Доля голосов не соответствует количеству поданных голосов, так как избиратели из различных округов имеют различное количество бюллетеней. Доля голосов рассчитывается на основе пропорции голосов в каждом отдельном округе.